# Campeonato Mineiro de Futebol de 2018 - Módulo I
O Campeonato Mineiro de Futebol de 2018 - Módulo I, oficialmente denominado como Campeonato Mineiro Sicoob 2018, foi a 104ª edição do campeonato estadual de Minas Gerais equivalente à elite. O torneio contou com a participação de 12 equipes e foi realizado entre os dias 17 de janeiro e 8 de abril.

## Regulamento

### Primeira fase
O Módulo I é disputado por doze clubes em turno único. Todos os times jogam entre si uma única vez. Ao fim das onze rodadas, os oito primeiros colocados avançam para a fase final, enquanto os dois últimos são rebaixados para o Módulo II.
O campeonato também indica os representantes do estado de Minas Gerais para o Campeonato Brasileiro da Série D de 2018. Os três melhores times que não estejam disputando a Série A, a Série B ou a Série C ganham as vagas, ou seja, seis equipes estarão disputando as três vagas no brasileiro da quarta divisão. Os quatro primeiros colocados na classificação geral disputarão a Copa do Brasil de 2019.

#### Critérios de desempate
Caso haja empate de pontos entre dois clubes, os critérios de desempates serão aplicados na seguinte ordem:
1. Número de vitórias
2. Saldo de gols
3. Gols marcados
4. Confronto direto
5. Número de cartões vermelhos
6. Número de cartões amarelos
7. Sorteio público na sede da FMF

### Fase final
Será disputada uma fase eliminatória (conhecida como "mata-mata", com quartas-finais, semifinais e final), com confrontos de ida nas quartas finais e em ida e volta nas demais fases. O time de melhor campanha terá a vantagem de jogar em casa nas quartas de finais e também decide se terá o mando de campo no primeiro ou segundo jogo das fases subsequentes. O chaveamento é dado da seguinte forma: 1° melhor colocado x 8° melhor colocado, 2° melhor colocado x 7° melhor colocado, 3° melhor colocado x 6° melhor colocado e 4° melhor colocado x 5° melhor colocado.

#### Critérios de desempate
Quartas de final
1. Saldo de gols
2. Penalidades

Semifinal e Final
1. Saldo de gols
2. Melhor campanha na primeira fase

Obs: o time de melhor campanha sempre decide em casa e joga com a vantagem de dois empates ou uma vitória e uma derrota pela mesma diferença de gols.

## Participantes
| Equipe                             | Cidade               | Em 2017 | Estádio            | Capacidade | Títulos             |
| ---------------------------------- | -------------------- | ------- | ------------------ | ---------- | ------------------- |
| América Futebol Clube              | Belo Horizonte       | 3º      | Independência      | 23.018     | 16 (último em 2016) |
| Clube Atlético Mineiro             | Belo Horizonte       | 1º      | Independência      | 23.018     | 44 (último em 2017) |
| Boa Esporte Clube                  | Varginha             | 2º (II) | Melão              | 15.471     | 0                   |
| Associação Atlética Caldense       | Poços de Caldas      | 5º      | Ronaldão           | 7.600      | 1 (último em 2002)  |
| Cruzeiro Esporte Clube             | Belo Horizonte       | 2º      | Mineirão           | 61.846     | 36 (último em 2014) |
| Esporte Clube Democrata            | Governador Valadares | 10°     | José Mammoud Abbas | 8.674      | 0                   |
| Clube Atlético Patrocinense        | Patrocínio           | 1º (II) | Pedro Alves        | 8.000      | 0                   |
| Tombense Futebol Clube             | Tombos               | 7º      | Almeidão           | 3.050      | 0                   |
| Tupi Football Club                 | Juiz de Fora         | 8º      | Mario Helênio      | 31.863     | 0                   |
| Uberlândia Esporte Clube           | Uberlândia           | 6º      | Parque do Sabiá    | 53.350     | 0                   |
| União Recreativa dos Trabalhadores | Patos de Minas       | 4º      | Zama Maciel        | 4.858      | 0                   |
| Villa Nova Atlético Clube          | Nova Lima            | 9º      | Castor Cifuentes   | 5.160      | 5 (último em 1951)  |

## Técnicos
| Equipe           | Técnico            |
| ---------------- | ------------------ |
| América Mineiro  | Enderson Moreira   |
| Atlético Mineiro | Thiago Larghi      |
| Boa Esporte      | Sidney Moraes      |
| Caldense         | Roberto Fonseca    |
| Cruzeiro         | Mano Menezes       |
| Democrata        | Éder Bastos        |
| Patrocinense     | Wellington Fajardo |
| Tombense         | Ramon Menezes      |
| Tupi             | Ricardo Leão       |
| Uberlândia       | Zé Teodoro         |
| URT              | Rodrigo Santana    |
| Villa Nova       | Ito Roque          |

## Estádios
| América Mineiro              | Atlético Mineiro | Boa Esporte | Caldense                  |
| ---------------------------- | --- | --- | ------------------------- |
| Independência                | Independência | Melão | Ronaldão                  |
| Capacidade: 23 018           | Capacidade: 23 018 | Capacidade: 15 071 | Capacidade: 7 600         |
|                              | | |                           |
| Cruzeiro                     | Boa Caldense Democrata GV Belo Horizonte Tombense Tupi Patrocinense Villa Nova Uberlândia URT Equipes de Belo Horizonte: América Atlético Mineiro CruzeiroLocalização dos times no estado. | Boa Caldense Democrata GV Belo Horizonte Tombense Tupi Patrocinense Villa Nova Uberlândia URT Equipes de Belo Horizonte: América Atlético Mineiro CruzeiroLocalização dos times no estado. | Democrata GV              |
| Estádio Mineirão             | Boa Caldense Democrata GV Belo Horizonte Tombense Tupi Patrocinense Villa Nova Uberlândia URT Equipes de Belo Horizonte: América Atlético Mineiro CruzeiroLocalização dos times no estado. | Boa Caldense Democrata GV Belo Horizonte Tombense Tupi Patrocinense Villa Nova Uberlândia URT Equipes de Belo Horizonte: América Atlético Mineiro CruzeiroLocalização dos times no estado. | Mamudão                   |
| Capacidade: 61 846           | Boa Caldense Democrata GV Belo Horizonte Tombense Tupi Patrocinense Villa Nova Uberlândia URT Equipes de Belo Horizonte: América Atlético Mineiro CruzeiroLocalização dos times no estado. | Boa Caldense Democrata GV Belo Horizonte Tombense Tupi Patrocinense Villa Nova Uberlândia URT Equipes de Belo Horizonte: América Atlético Mineiro CruzeiroLocalização dos times no estado. | Capacidade: 8 674         |
|                              | Boa Caldense Democrata GV Belo Horizonte Tombense Tupi Patrocinense Villa Nova Uberlândia URT Equipes de Belo Horizonte: América Atlético Mineiro CruzeiroLocalização dos times no estado. | Boa Caldense Democrata GV Belo Horizonte Tombense Tupi Patrocinense Villa Nova Uberlândia URT Equipes de Belo Horizonte: América Atlético Mineiro CruzeiroLocalização dos times no estado. |                           |
| Tombense                     | Boa Caldense Democrata GV Belo Horizonte Tombense Tupi Patrocinense Villa Nova Uberlândia URT Equipes de Belo Horizonte: América Atlético Mineiro CruzeiroLocalização dos times no estado. | Boa Caldense Democrata GV Belo Horizonte Tombense Tupi Patrocinense Villa Nova Uberlândia URT Equipes de Belo Horizonte: América Atlético Mineiro CruzeiroLocalização dos times no estado. | Patrocinense              |
| Antônio Guimarães de Almeida | Boa Caldense Democrata GV Belo Horizonte Tombense Tupi Patrocinense Villa Nova Uberlândia URT Equipes de Belo Horizonte: América Atlético Mineiro CruzeiroLocalização dos times no estado. | Boa Caldense Democrata GV Belo Horizonte Tombense Tupi Patrocinense Villa Nova Uberlândia URT Equipes de Belo Horizonte: América Atlético Mineiro CruzeiroLocalização dos times no estado. | Pedro Alves do Nascimento |
| Capacidade: 3 050            | Boa Caldense Democrata GV Belo Horizonte Tombense Tupi Patrocinense Villa Nova Uberlândia URT Equipes de Belo Horizonte: América Atlético Mineiro CruzeiroLocalização dos times no estado. | Boa Caldense Democrata GV Belo Horizonte Tombense Tupi Patrocinense Villa Nova Uberlândia URT Equipes de Belo Horizonte: América Atlético Mineiro CruzeiroLocalização dos times no estado. | Capacidade: 8 000         |
|                              | Boa Caldense Democrata GV Belo Horizonte Tombense Tupi Patrocinense Villa Nova Uberlândia URT Equipes de Belo Horizonte: América Atlético Mineiro CruzeiroLocalização dos times no estado. | Boa Caldense Democrata GV Belo Horizonte Tombense Tupi Patrocinense Villa Nova Uberlândia URT Equipes de Belo Horizonte: América Atlético Mineiro CruzeiroLocalização dos times no estado. |                           |
| Tupi                         | Uberlândia | URT | Villa Nova                |
| Mario Helênio                | Parque do Sabiá | Zama Maciel | Castor Cifuentes          |
| Capacidade: 31 863           | Capacidade: 53 350 | Capacidade: 4 858 | Capacidade: 5 160         |
|                              | | |                           |

## Primeira fase
| Pos | Equipes          | Pts | J  | V | E | D | GP | GC | SG  | %  | DF      | Classificação ou rebaixamento       |
| --- | ---------------- | --- | -- | - | - | - | -- | -- | --- | -- | ------- | ----------------------------------- |
| 1   | Cruzeiro         | 29  | 11 | 9 | 2 | 0 | 20 | 2  | +18 | 88 | Estável | Classificados à fase final          |
| 2   | América Mineiro  | 21  | 11 | 6 | 3 | 2 | 14 | 8  | +6  | 64 | Estável | Classificados à fase final          |
| 3   | Atlético Mineiro | 18  | 11 | 5 | 3 | 3 | 14 | 7  | +7  | 54 | Estável | Classificados à fase final          |
| 4   | Tupi             | 16  | 11 | 5 | 1 | 5 | 19 | 16 | +3  | 48 | 2       | Classificados à fase final          |
| 5   | Tombense         | 15  | 11 | 4 | 3 | 4 | 8  | 7  | +1  | 45 | 1       | Classificados à fase final          |
| 6   | URT              | 15  | 11 | 4 | 3 | 4 | 12 | 13 | –1  | 45 | 2       | Classificados à fase final          |
| 7   | Boa Esporte      | 14  | 11 | 4 | 2 | 5 | 5  | 9  | –4  | 42 | 2       | Classificados à fase final          |
| 8   | Patrocinense     | 13  | 11 | 3 | 4 | 4 | 13 | 14 | –1  | 39 | 1       | Classificados à fase final          |
| 9   | Caldense         | 13  | 11 | 3 | 4 | 4 | 9  | 12 | –3  | 39 | 2       |                                     |
| 10  | Villa Nova       | 11  | 11 | 3 | 2 | 6 | 12 | 16 | –4  | 33 | 1       |                                     |
| 11  | Democrata GV     | 10  | 11 | 3 | 1 | 7 | 12 | 25 | –13 | 30 | 1       | Rebaixados para o Módulo II de 2019 |
| 12  | Uberlândia       | 9   | 11 | 3 | 0 | 8 | 9  | 18 | –9  | 27 | Estável | Rebaixados para o Módulo II de 2019 |

## Confrontos
|               | AMG | CAM | BOA | CAL | CRU | DGV | PAT | TOM | TUP | UEC | URT | VIL |
| ------------- | --- | --- | --- | --- | --- | --- | --- | --- | --- | --- | --- | --- |
| América-MG    | —   | 0–3 | 1–0 | 2–0 |     | 2–1 | 2–1 |     | 2–0 |     |     |     |
| Atlético-MG   |     | —   |     | 1–2 | 0–1 | 3–0 | 2–2 | 1–0 |     |     |     |     |
| BOA           |     | 0–0 | —   |     |     | 0–1 | 2–1 | 0–0 |     | 1–0 |     |     |
| Caldense      |     |     | 0–1 | —   | 0–0 |     | 0–2 | 0–0 |     | 2–1 | 1–1 |     |
| Cruzeiro      | 1–0 |     | 3–0 |     | —   |     |     |     | 2–0 | 4–0 | 3–0 | 1–0 |
| Democrata GV  |     |     |     | 1–2 | 0–2 | —   |     |     |     | 1–0 | 1–2 | 4–3 |
| Patrocinense  |     |     |     |     | 1–1 | 1–1 | —   | 2–1 |     |     | 1–1 | 2–0 |
| Tombense      | 0–0 |     |     |     | 1–2 | 3–1 |     | —   | 1–0 | 1–0 |     | 1–0 |
| Tupi          |     | 1–1 | 1–0 | 2–1 |     | 7–1 | 3–0 |     | —   | 2–5 |     |     |
| Uberlândia    | 0–3 | 0–2 |     |     |     |     | 1–0 |     |     | —   | 0–2 | 2–0 |
| URT           | 1–1 | 0–1 | 2–0 |     |     |     |     | 1–0 | 0–2 |     | —   |     |
| Villa Nova-MG | 1–1 | 1–0 | 0–1 | 1–1 |     |     |     |     | 3–1 |     | 3–2 | —   |

| Vitória do mandante; Vitória do visitante; Empate. | Em vermelho os jogos da próxima rodada; Em negrito os jogos "clássicos". |

## Desempenho

### Rodadas na liderança
Clubes que lideraram o campeonato ao final de cada rodada:
| 1   | 2   | 3   | 4   | 5   | 6   | 7   | 8   | 9   | 10  | 11  |
| CRU | CAM | CRU | CRU | CRU | CRU | CRU | CRU | CRU | CRU | CRU |

### Rodadas na lanterna
Clubes que ficaram na última posição do campeonato ao final de cada rodada:
| 1   | 2   | 3   | 4   | 5   | 6   | 7   | 8   | 9   | 10  | 11  |
| TUP | TUP | TUP | TUP | TUP | DGV | DGV | UEC | DGV | UEC | UEC |

## Fase final
Em itálico, as equipes que jogarão pelo empate no resultado agregado, por ter melhor campanha na fase de grupos ou mandante nas quartas-finais. Em negrito as equipes que avançaram de fase.
|  | Quartas-de-final | Quartas-de-final |   |                  | Semifinais       | Semifinais       | Semifinais       | Semifinais       |  |                  | Final            | Final            | Final            | Final            |  |  |
|  |                  |                  |   |                  | 21 a 25 de março | 21 a 25 de março | 21 a 25 de março | 21 a 25 de março |  |                  | 01 e 08 de abril | 01 e 08 de abril | 01 e 08 de abril | 01 e 08 de abril |  |  |
|  |                  |                  |   |                  |                  |                  |                  |                  |  |                  |                  |                  |                  |                  |  |  |
|  | Atlético Mineiro | 1                |   |                  |                  |                  |                  |                  |  |                  |                  |                  |                  |                  |  |  |
|  | URT              | 0                |   |                  |                  |                  |                  |                  |  |                  |                  |                  |                  |                  |  |  |
|  | URT              | 0                |   | Atlético Mineiro | 1                | 2                | 3                |                  |  |                  |                  |                  |                  |                  |  |  |
|  |                  |                  |   | Atlético Mineiro | 1                | 2                | 3                |                  |  |                  |                  |                  |                  |                  |  |  |
|  |                  | América Mineiro  | 0 | 0                | 0                |                  |                  |                  |  |                  |                  |                  |                  |                  |  |  |
|  | América Mineiro  | América Mineiro  | 0 | 0                | 0                | 1                |                  |                  |  |                  |                  |                  |                  |                  |  |  |
|  | América Mineiro  |                  |   |                  |                  | 1                |                  |                  |  |                  |                  |                  |                  |                  |  |  |
|  | Boa Esporte      | 0                |   |                  |                  |                  |                  |                  |  |                  |                  |                  |                  |                  |  |  |
|  | Boa Esporte      | 0                |   |                  |                  |                  |                  |                  |  | Atlético Mineiro | 3                | 0                | 3                |                  |  |  |
|  |                  |                  |   |                  |                  |                  |                  |                  |  | Atlético Mineiro | 3                | 0                | 3                |                  |  |  |
|  |                  | Cruzeiro         | 1 | 2                | 3                |                  |                  |                  |  |                  |                  |                  |                  |                  |  |  |
|  | Tupi (pen)       | Cruzeiro         | 1 | 2                | 3                | 0 (4)            |                  |                  |  |                  |                  |                  |                  |                  |  |  |
|  | Tupi (pen)       |                  |   |                  |                  | 0 (4)            |                  |                  |  |                  |                  |                  |                  |                  |  |  |
|  | Tombense         | 0 (2)            |   |                  |                  |                  |                  |                  |  |                  |                  |                  |                  |                  |  |  |
|  | Tombense         | 0 (2)            |   | Tupi             | 0                | 1                | 1                |                  |  |                  |                  |                  |                  |                  |  |  |
|  |                  |                  |   | Tupi             | 0                | 1                | 1                |                  |  |                  |                  |                  |                  |                  |  |  |
|  |                  | Cruzeiro         | 1 | 2                | 3                |                  |                  |                  |  |                  |                  |                  |                  |                  |  |  |
|  | Cruzeiro         | Cruzeiro         | 1 | 2                | 3                | 2                |                  |                  |  |                  |                  |                  |                  |                  |  |  |
|  | Cruzeiro         |                  |   |                  |                  | 2                |                  |                  |  |                  |                  |                  |                  |                  |  |  |
|  | Patrocinense     | 0                |   |                  |                  |                  |                  |                  |  |                  |                  |                  |                  |                  |  |  |

## Estatísticas

### Artilharia
| Gols | Jogador          | Time             |
| ---- | ---------------- | ---------------- |
| 6    | Aylon            | América Mineiro  |
| 6    | Ricardo Oliveira | Atlético Mineiro |
| 5    | Rafinha          | Cruzeiro         |
| 5    | Renato Kayzer    | Tupi             |
| 5    | Thiago Neves     | Cruzeiro         |
| 4    | Ademir           | Patrocinense     |
| 4    | Alê              | Uberlândia       |
| 4    | Daniel Amorim    | Tombense         |
| 4    | Fernando         | Democrata GV     |
| 4    | Felipinho        | Villa Nova       |
| 3    | De Arrascaeta    | Cruzeiro         |
| 3    | Elias            | Atlético Mineiro |
| 3    | Felipe Alves     | URT              |
| 3    | Rafael Sóbis     | Cruzeiro         |
| 3    | Raniel           | Cruzeiro         |
| 3    | Róger Guedes     | Atlético Mineiro |
| 3    | Victor Sallinas  | URT              |
| 3    | Vitinho          | Tupi             |
| 2    | Anderson Rosa    | Caldense         |
| 2    | Cazares          | Atlético Mineiro |
| 2    | Daniel Morais    | Villa Nova       |
| 2    | Eduardo Ramos    | URT              |
| 2    | Fábio Santos     | Atlético Mineiro |
| 2    | Giovanni         | América Mineiro  |
| 2    | Genesis          | Patrocinense     |
| 2    | Iury             | Villa Nova       |
| 2    | João Vítor       | Tupi             |
| 2    | Macena           | URT              |
| 2    | Mancuello        | Cruzeiro         |
| 2    | Marcelo Régis    | Patrocinense     |
| 2    | Maxuell Samurai  | Caldense         |
| 2    | Neílson          | Caldense         |
| 2    | Patrick          | Tupi             |
| 2    | Potita           | Caldense         |
| 2    | Rafael Moura     | América Mineiro  |
| 2    | Rafael Vítor     | Villa Nova       |
| 2    | Romarinho        | Democrata GV     |
| 2    | Tchô             | Tupi             |
| 1    | Adílson          | Atlético Mineiro |
| 1    | Alyson           | Boa Esporte      |
| 1    | Amaral           | Boa Esporte      |
| 1    | Afonso           | Tupi             |
| 1    | Ariel Cabral     | Cruzeiro         |
| 1    | Bruninho         | URT              |
| 1    | Christianno      | Boa Esporte      |
| 1    | Capixaba         | América Mineiro  |
| 1    | Carlão           | Democrata GV     |
| 1    | Cássio Ortega    | Tombense         |
| 1    | Danilo Barcelos  | Atlético Mineiro |
| 1    | Deivison         | Uberlândia       |
| 1    | Diego Borges     | Patrocinense     |
| 1    | Diogo Orlando    | URT              |
| 1    | Dudu             | Villa Nova       |
| 1    | Eliomar          | Uberlândia       |
| 1    | Everton          | Tombense         |
| 1    | Ferron           | Uberlândia       |
| 1    | Flávio           | Tombense         |
| 1    | Fred             | Cruzeiro         |
| 1    | Jarlan           | Uberlândia       |
| 1    | Jefersom Berger  | Patrocinense     |
| 1    | Jefão            | Democrata GV     |
| 1    | João Guilherme   | Boa Esporte      |
| 1    | Jones            | Democrata GV     |
| 1    | Kayo Dias        | Democrata GV     |
| 1    | Léo Costa        | Tupi             |
| 1    | Leomir           | Patrocinense     |
| 1    | Leonardo Silva   | Atlético Mineiro |
| 1    | Luan             | América Mineiro  |
| 1    | Luan             | Atlético Mineiro |
| 1    | Machado          | Boa Esporte      |
| 1    | Marcelo Hermes   | Cruzeiro         |
| 1    | Márcio Oliveira  | Democrata GV     |
| 1    | Mateus           | Tupi             |
| 1    | Nilo             | Patrocinense     |
| 1    | Norberto         | América Mineiro  |
| 1    | Patrick Brey     | Tupi             |
| 1    | Pinguim          | Villa Nova       |
| 1    | Rafael Marques   | Cruzeiro         |
| 1    | Reis             | Tupi             |
| 1    | Robinho          | Cruzeiro         |
| 1    | Rodrigo Dias     | Tupi             |
| 1    | Rubens           | Tombense         |
| 1    | Sassá            | Cruzeiro         |
| 1    | Saulo            | Uberlândia       |
| 1    | Serginho         | América Mineiro  |

### Maiores públicos
Estes são os dez maiores públicos do Campeonato:
| N.º | Público | Mandante         | Placar | Visitante        | Estádio       | Data            | Rodada    | Ref.  |
| --- | ------- | ---------------- | ------ | ---------------- | ------------- | --------------- | --------- | ----- |
| 1   | 45 624  | Cruzeiro         | 2–1    | Tupi             | Mineirão      | 25 de março     | Semifinal | [ 3 ] |
| 2   | 44 253  | Cruzeiro         | 2–0    | Atlético Mineiro | Mineirão      | 8 de abril      | Final     | [ 3 ] |
| 3   | 33 006  | Cruzeiro         | 2–0    | Tupi             | Mineirão      | 17 de janeiro   | 1ª        | [ 3 ] |
| 4   | 28 615  | Cruzeiro         | 1–0    | América Mineiro  | Mineirão      | 4 de fevereiro  | 5ª        | [ 3 ] |
| 5   | 20 305  | Atlético Mineiro | 3–1    | Cruzeiro         | Independência | 1 de abril      | Final     | [ 3 ] |
| 6   | 20 109  | Cruzeiro         | 4–0    | Uberlândia       | Mineirão      | 24 de janeiro   | 3ª        | [ 3 ] |
| 7   | 19 196  | Cruzeiro         | 1–0    | Villa Nova       | Mineirão      | 17 de fevereiro | 7ª        | [ 3 ] |
| 8   | 18 750  | Atlético Mineiro | 0–1    | Cruzeiro         | Independência | 4 de março      | 9ª        | [ 3 ] |
| 9   | 17 599  | Cruzeiro         | 3–1    | URT              | Mineirão      | 7 de março      | 10ª       | [ 3 ] |
| 10  | 16 944  | Atlético Mineiro | 2–2    | SE Patrocinense  | Independência | 28 de janeiro   | 4ª        | [ 3 ] |

## Premiação
| Campeonato Mineiro de 2018     |
| Belo Horizonte                 |
| ------------------------------ |
| Cruzeiro Campeão (37.º título) |

| Campeonato Mineiro do Interior de 2018 |
| Juiz de Fora                           |
| -------------------------------------- |
| Tupi Campeão (6.º título)              |

## Classificação Geral
| Pos | Equipes          | Pts | J  | V  | E | D | GP | GC | SG  | %  | Classificação ou rebaixamento                                        |
| --- | ---------------- | --- | -- | -- | - | - | -- | -- | --- | -- | -------------------------------------------------------------------- |
| 1º  | Cruzeiro         | 41  | 16 | 13 | 2 | 1 | 28 | 9  | +22 | 85 | Campeão e classificado para a Copa do Brasil 2019                    |
| 2º  | Atlético Mineiro | 30  | 16 | 9  | 3 | 4 | 21 | 10 | +11 | 62 | Vice-campeão e classificado para a Copa do Brasil 2019               |
| 3º  | América Mineiro  | 24  | 14 | 7  | 3 | 4 | 15 | 11 | +4  | 57 | Eliminados nas semifinais e classificados para a Copa do Brasil 2019 |
| 4º  | Tupi             | 17  | 14 | 5  | 2 | 7 | 20 | 19 | +1  | 40 | Eliminados nas semifinais e classificados para a Copa do Brasil 2019 |
| 5º  | Tombense         | 15  | 12 | 4  | 3 | 5 | 8  | 8  | 0   | 42 | Eliminados nas quartas-finais                                        |
| 6º  | URT              | 15  | 12 | 4  | 3 | 5 | 12 | 14 | –2  | 42 | Eliminados nas quartas-finais                                        |
| 7º  | Boa Esporte      | 14  | 12 | 4  | 2 | 6 | 5  | 10 | –5  | 38 | Eliminados nas quartas-finais                                        |
| 8º  | Patrocinense     | 13  | 12 | 3  | 4 | 5 | 13 | 16 | –3  | 36 | Eliminados nas quartas-finais                                        |
| 9º  | Caldense         | 13  | 11 | 3  | 4 | 4 | 9  | 12 | –3  | 39 | Módulo I 2019                                                        |
| 10º | Villa Nova       | 11  | 11 | 3  | 2 | 6 | 12 | 16 | –4  | 33 | Módulo I 2019                                                        |
| 11º | Democrata GV     | 10  | 11 | 3  | 1 | 7 | 12 | 25 | –13 | 30 | Rebaixados para o Módulo II 2019                                     |
| 12º | Uberlândia       | 9   | 11 | 3  | 0 | 8 | 9  | 18 | –9  | 27 | Rebaixados para o Módulo II 2019                                     |